# 膜边獐牙菜
膜边獐牙菜（学名：Swertia marginata）为龙胆科獐牙菜属下的一个种。

## 扩展阅读
- 維基物種上的相關：膜边獐牙菜